# 刘祖贻
刘祖贻（1937年7月—），男，汉族，湖南安化人，中国中医学家，湖南省中医药研究院原院长、研究员，第二届国医大师，第八届全国人大代表。